# 正準集団
正準集団（せいじゅんしゅうだん、英語: canonical ensemble）とは、統計力学において、外界との間でエネルギーを自由にやり取り出来る閉鎖系を無数に集めた統計集団である。英語のカタカナ転写でカノニカルアンサンブルと呼ばれることも多い。
正準集団は等温条件にある熱力学系を表現する統計集団であり、外界の温度をパラメータとして特徴付けられる。
正準分布は、小正準分布、大正準分布とは体積が十分に大きい極限（すなわちエネルギーや粒子の出入りが無視できる極限）において熱力学的に等価である。

## 確率分布
正準集団が従う確率分布は正準分布（せいじゅんぶんぷ、英: canonical distribution）、あるいはカノニカル分布と呼ばれる。
逆温度 β で特徴付けられる熱浴と接している系が微視的状態 ω をとる確率分布は
{\displaystyle p_{\beta }(\omega )={\frac {1}{Z(\beta )}}\exp[-\beta E(\omega )]}
で与えられる。ここで、E(ω) は系が微視的状態 ω をとるときのエネルギーである。
確率分布 pβ(ω) の分子の exp[−βE(ω)] はボルツマン因子と呼ばれる。系が高いエネルギーの状態にある確率が指数的に減少することが判る。
確率の規格化係数 Z(β) は、確率 p をすべて足し合わせると1となるように
{\displaystyle Z(\beta )=\sum _{\omega }\exp[-\beta E(\omega )]}
で定義される。この規格化係数は特に分配関数と呼ばれ、熱力学への関係付けにおいて重要な役割を担う。

## 熱力学との関係
系が微視的状態 ω にあるときの微視的な物理量が確率変数 O(ω) で与えられるとき、統計力学の処方により、対応する熱力学的な状態量は期待値として再現される。したがって、正準集団における熱力学的な状態量は
{\displaystyle O(\beta )=\langle O(\omega )\rangle _{\beta }=\sum _{\omega }O(\omega )\,p_{\beta }(\omega )={\frac {1}{Z(\beta )}}\sum _{\omega }O(\omega )\exp[-\beta E(\omega )]}
で与えられる。特にエネルギーは
{\displaystyle E(\beta )={\frac {1}{Z(\beta )}}\sum _{\omega }E(\omega )\exp[-\beta E(\omega )]=-{\frac {\partial }{\partial \beta }}\ln Z(\beta )}
となる。
熱力学の理論によれば、自由エネルギー F はエネルギーと
{\displaystyle E(\beta )={\frac {\partial }{\partial \beta }}\{\beta F(\beta )\}}
で関係付けられる。これと先の式を比較すれば、自由エネルギーの統計力学的な表示として
{\displaystyle F(\beta )=-{\frac {1}{\beta }}\ln Z(\beta )}
が得られる。この関係式は微視的な確率分布に基づく分配関数を熱力学的な状態量の自由エネルギーに関連付けており、統計力学による熱力学の再現の一例である。
自由エネルギーは温度により特徴付けられる系における完全な熱力学関数であり、ここから様々な状態量が計算される。例えばエントロピーは
{\displaystyle S(\beta )=k\beta ^{2}{\frac {\partial F(\beta )}{\partial \beta }}=k\ln Z(\beta )-k\beta {\frac {\partial }{\partial \beta }}\ln Z(\beta )}
となり、熱容量は
{\displaystyle C(\beta )=-\beta {\frac {\partial S(\beta )}{\partial \beta }}=k\beta ^{2}{\frac {\partial ^{2}}{\partial \beta ^{2}}}\ln Z(\beta )}
となる。
また、体積 V や粒子数 N を考慮した系を考えると、圧力 P、化学ポテンシャル μ が
{\displaystyle P(\beta ,V,N)={\frac {1}{\beta }}{\frac {\partial }{\partial V}}\ln Z(\beta ,V,N)}
{\displaystyle \mu (\beta ,V,N)=-{\frac {1}{\beta }}{\frac {\partial }{\partial N}}\ln Z(\beta ,V,N)}
として統計力学的に表示できる。さらに圧縮率や熱膨張係数なども計算できる。

## エントロピー
エントロピーは
{\displaystyle S(\beta )=k\beta \{E(\beta )-F(\beta )\}=k\langle \beta E(\omega )+\ln Z(\beta )\rangle =-k\left\langle \ln \left\{{\frac {1}{Z(\beta )}}\exp[-\beta E(\omega )]\right\}\right\rangle }
となり、ギブズエントロピーの表式
{\displaystyle S=-k\langle \ln p_{\beta }(\omega )\rangle }
を満たしている。

## 量子力学的な表記
量子力学的な系では、微視的状態はヒルベルト空間上の点で表される。特にエネルギー固有状態で代表することが多く、確率分布は
{\displaystyle p_{i}={\frac {1}{Z(\beta )}}\exp[-\beta E_{i}]}
となり、分配関数は
{\displaystyle Z(\beta )=\sum _{i}\exp[-\beta E_{i}]}
となる。i はエネルギー固有状態を指定する量子数で、 Ei は対応するエネルギー固有値である。
トレースを用いると、分配関数はハミルトニアン  により、
{\displaystyle Z(\beta )=\operatorname {Tr} \exp[-\beta {\hat {H}}]}
と表せる。

## 最大エントロピー原理
確率分布p(ω)に対して、この分布における期待値を⟨ · ⟩pと表す。
エネルギーの平均値⟨E(ω)⟩p=E が定まった状態で、p(ω)がシャノンエントロピーS=−k⟨lnp(ω)⟩pを最大にするとき、分布p(ω)は正準集団になる。
実際、確率分布としての規格化条件
{\displaystyle \langle 1\rangle _{p}=\sum _{\omega \in \Omega }p(\omega )=1}
とエネルギーの平均値についての指定条件
{\displaystyle \langle E(\omega )\rangle _{p}=\sum _{\omega \in \Omega }E(\omega )p(\omega )=E}
の制約の下、シャノンエントロピー
{\displaystyle S=-k\langle \ln {p(\omega )}\rangle _{p}=-k\sum _{\omega \in \Omega }\ln {p(\omega )}\cdot p(\omega )}
を最大化する分布は、αとβを未定乗数とするラグランジュの未定乗数法により、
{\displaystyle {\frac {\delta }{\delta p(\omega )}}{\biggl (}\sum _{\omega \in \Omega }\ln {p(\omega )}\cdot p(\omega )+\alpha \sum _{\omega \in \Omega }p(\omega )+\beta \sum _{\omega \in \Omega }E(\omega )p(\omega ){\biggr )}=0,\quad \omega \in \Omega }
から
{\displaystyle p(\omega )={\frac {e^{-\beta E(\omega )}}{Z}},\quad Z=\sum _{\omega \in \Omega }e^{-\beta E(\omega )}}
と定まる。